# Terezín
Terezín (nemško Theresienstadt) je nekdanja vojaška trdnjava s citadelo in garnizijskim mestom v občini Litoměřice, Usteški okraj, Češka republika.  Mesto ima okoli 2900 prebivalcev.

## Geografija
Mesto stoji v severni Češki ob reki Ohři blizi njenega izliva v Labo v Litoměřicah.

## Zgodovina
Habsburški cesar Jožef II. je 10. januarja 1780 izdal ukaz za gradnjo trdnjave, ki jo je po svoji materi Mariji Tereziji imenoval  Theresienstadt. Trdnjava je med avstrijsko-pruskimi vojnami branila mostove čez Ohřo in Labo pred vdorom Prusov, ki so iz sosednje Saške stalno napadali Češko. Sočasno se je v njeni bližini gradila Jožefova trdnjava (Josephstadt), ki je imela enako nalogo kot prva.
Gradnja Theresienstadta se je začela z gradnjo najbolj zahodnega cavalierja 10. oktobra 1780 in trajala deset let. Trdnjavo so sestavljali citadela, Mala trdnjava (Kleine Festung) vzhodno od Ohře in obzidanega mesta in Glavna trdnjava (Große Festung) zahodno od nje. Celotna trdnjava je imela površino 3,89 km². V mirnem času je imela posadko 5.655 vojakov, v vojnem času pa okoli 11.000 vojakov.
Trdnjava ni bila nikoli neposredno oblegana. Med avstrijsko-prusko vojno je 28. julija 1866 del garnizije napadel in uničil pomemben železniški most pri Neratovicah na progi Turnov–Kralupy nad Vltavo, ki so ga malo pred tem popravili Prusi. Napad se je zgodil dva dni potem, ko sta Avstrija in Prusija dogovorili za sklenitev miru. Garnizija iz Theresienstadta se na dogovor ni ozirala.
V drugi polovici 19. stoletja je trdnjava služila tudi za zapor. Med prvo svetovno vojno je bila taborišče za politične zapornike. V njej je bilo zaprtih več tisoč podpornikov Rusije, večinoma ukrajinskih rusofilov iz Galicije in Bukovine. Med zaporniki je bil tudi Gavrilo Princip, atentator avstrijskega nadvojvode Franca Ferdinanda in njegove soproge Zofije. Gavrilo Princip je umrl leta 1918 zaradi tuberkuloze.
Po razpadu Avstro-Ogrskega cesarstva leta 1918 je mesto pripadlo novoustanovljeni Češkoslovaški. Spadalo je v Sudete (nemško Sudetenland) z velikim deležem etničnih Nemcev. Nacistična Nemčija je njihovo prisotnost izkoristila kot izgovor za priključitev Sudetov k Tretjemu rajhu leta 1938. Leta 1939 je okupirala še preostali češki in moravski del Češkoslovaške.  

### Druga svetovna vojna

#### Koncentracijsko taborišče Theresienstadt
Po podpisu Münchenskega sporazuma septembra 1938 in okupaciji Češke marca 1939 so Nemci leta 1940 že obstoječi zapor v Mali trdnjavi pretvorili v zapor praškega Gestapa. Prvi zaporniki so prišli 14. junija 1940. Do konca vojne se je v zaporu zvrstilo 32.000 zapornikov, med njimi 5.000 žensk. Sprva so prevladovali Čehi,  kasneje pa tudi drugi, vključno z državljani Sovjetske zveze, Poljaki, Nemci in Jugoslovani. Večina zapornikov je bila zaprta zaradi različnih dejanj proti nacističnemu režimu. Med njimi so bili tudi družinski člani in podporniki atentatorjev na Reinharda Heydricha. Veliko zapornikov so od tu poslali v druga koncentracijska taborišča. 
Judovski geto je bil ustanovljen leta 1941. Leta 1940 je Nemčija pooblastila Gestapo, da Terezín, bolj znan pod nemškim imenom Theresienstadt, preuredi v geto in koncentracijsko taborišče. V Terezín so bili preseljeni predvsem češki Judje,  pa tudi desettisoči drugih, deportirani predvsem iz Nemčije in Avstrije, ter stotine Judov iz Nizozemske in Danske. Tja je bilo poslanih več kot 150.000 Judov, vključno s 15.000 otroki.
Terezín ni bil uničevalno taborišče, a je v njem  kljub temu umrlo približno 33.000 ljudi. Smrti so bile predvsem posledica grozljivih razmer, ki so nastale zaradi ekstremne gostote prebivalstva, podhranjenosti in bolezni. Približno 88.000 prebivalcev je bilo deportiranih v Auschwitz in druga uničevalna taborišča.  To se je dogajalo do konca leta 1944. Vojno je, vključno s tistimi iz taborišč smrti, preživelo 17.247 ujetnikov.
Del Male trdnjave je služil kot največji zapor Gestapa v Češko-Moravskem protektoratu. Zapori do delovali neodvisno of terezinskega geta. Skozi zapore je šlo okoli 90.000 ljudi. 2.600 jih je umrlo.
Terezín je 2. maja 1945 prevzel Mednarodni rdeči križ. Komandant in stražarji so v naslednjih dveh dneh pobegnili. Nekaj so jih kasneje ujeli. Taborišče in zapor je 9. maja 1945 osvobodila vojska Sovjetske zveze.

### Obdobje po drugi svetovni vojni
Po nemški vdaji se je Mala trdnjava postala internacijsko taborišče za etnične Nemce. Prvi zaporniki so tja prišli že 10. maja 1945. 29. februarja 1948 so iz taborišča izpustili zadnje nemške ujetnike in taborišče uradno zaprli. Med interniranimi Nemci so bili nekdanji nacisti, med njimi tudi komandant Terezína Heinrich Jöckel, in drugi pripadniki SS. Med ujetniki je bilo veliko takšnih, ki so bili zaprti samo zaradi svoje nacionalnosti, med njimi tudi mladih fantov in starejših oseb.
V prvem povojnem obdobje taborišča, ki je trajalo do julija 1945, je veliko ujetnikov umrlo zaradi bolezni, podhranjenosti, nesreč in umorov. V tem času je bil komandant taborišča Stanislav Franc, ki je iz maščevalnosti dopuščal muhasto ravnanje stražarjev z ujetniki. 
Julija  1945 je taborišče prišlo pod nadzor češkega Ministrstva za notranje zadeve. Za novega komansanta je bil imenovan  Otakar Kálal. Od takrat so se ujetniki postopoma premeščali v Nemčijo in Terezín je postopoma postal prehodno taborišče za češke Nemce, ki so jih prisilno deportirali v Nemčijo.

## Terezín danes
Po izgonu etničnih Nemcev je vlada v Terezínu do leta 1996 obdržala vojaško posadko. Odhod vojakov in ukinitev  z njimi povezanih dejavnosti  je negativno vplival na gospodarstvo majhnega mesta.
Terezín še vedno poskuša razviti bolj raznoliko gospodarstvo. Nekateri mislijo, da bi se na njegovi zgodovini lahko razvil turizem.  Leta 2002 je bila trdnjava, ki je bila v dokaj slabem  stanju, uvrščena na Unescov seznam svetovne  dediščine. UNESCO je zahteval celovit načrt za obnovo in vzdrževanje in hkrati zagotovil finančna sredstva za obnovo. Leta 2002 so mesto prizadele poplave, v katerih je bil poškodovan krematorij.  Država je v sodelovanju z  lokalnimi oblastimi naredila celovit načrt ohranjanja Terezína. Ustanovljen je bil sklad z dolgoročnim načrtom za konzervatorska dela, vzdrževanje, dokumentacijo in arheološke raziskave.
Sredi aprila 2008 je bilo z judovskega pokopališča ukradenih 327 bronastih nagrobnih plošč. Naslednji teden je bilo ukradenih še 700 plošč. Vzrok za krajo je bila visoka cena brona. Nekaj ukradenih plošč so našli in jih vrnili na pokopališče.

## Gospodarstvo
Terezín je znan predvsem po proizvodnji pohištva in pletenin.

## Znane osebe
- Alexander Ypsilantis (1792–1828), vodja grške revolucije leta 1821
- Pauline Metzler-Löwy (1853–1921), avstrijska kontraaltistka
- Gavrilo Princip (1894–1918), atentator na Franca Ferdinanda
- Zuzana Růžičková (1927–2017), čembalistka

## Pobratena mesta
- Gmina Dębno, Zahodna Pomeranija, Poljska
- Komarno, Slovaška
- Strausberg, Nemčija

## Galerija
- Celica, v kateri je bil zaprt Gavrilo Princip
- Mestna cerkev
- Judovsko pokopališče
- Ena od slik iz Terezína, razstavljena v praški Pinkasovi sinagogi